# 北河總督
北河總督，為清朝官制名稱，專門治理直隶省河道政务的总督官职。
雍正八年（1730年）设立直隶河道水利总督一人，又称北河河道总督，简称北河，兼任兵部尚书、右都御史銜，驻扎直隶天津，与南河總督、東河總督分治河道。乾隆十四年（1749年）北河總督由直隸總督兼領，不设专官。

## 歷任總督
| 姓名   | 籍貫       | 任職日期                       | 去職日期                       | 備註 |
| ------ | ---------- | ------------------------------ | ------------------------------ | ---- |
| 刘於义 | 江苏武进   | 雍正八年（1730年）十二月十九   | 雍正九年（1731年）九月廿八     |      |
| 沈廷正 | 汉军镶白旗 | 雍正九年（1731年）九月廿八     | 雍正十年（1732年）二月初三     |      |
| 王朝恩 | 汉军镶红旗 | 雍正十年（1732年）二月初三     | 雍正十一年（1733年）八月十九   |      |
| 顾琮   | 汉军镶黄旗 | 雍正十一年（1733年）八月十九   | 雍正十二年（1734年）十二月十六 |      |
| 朱藻   | 汉军镶白旗 | 雍正十二年（1734年）十二月十六 | 雍正十三年（1735年）十月十一   |      |
| 刘勷   | 山西介休   | 雍正十三年（1735年）十月十一   | 乾隆二年（1737年）七月廿七     |      |
| 顾琮   | 汉军镶黄旗 | 乾隆二年（1737年）八月二十     | 乾隆三年（1738年）正月二十     |      |
| 朱藻   | 汉军镶白旗 | 乾隆三年（1738年）正月二十     | 乾隆三年（1738年）九月十五     |      |
| 顾琮   | 汉军镶黄旗 | 乾隆三年（1738年）十月廿七     | 乾隆六年（1741年）八月十七     |      |
| 高斌   | 满洲镶黄旗 | 乾隆六年（1741年）八月十七     | 乾隆十二年（1747年）四月初十   |      |
| 那苏图 | 满洲镶黄旗 | 乾隆十二年（1747年）四月初十   | 乾隆十四年（1749年）三月廿九   |      |